# Francisco de Sales Pinto de Mesquita Carvalho
Francisco de Sales Pinto de Mesquita Carvalho foi um Governador Civil de Faro entre 